# Zen Cart
Zen Cart là một ứng dụng mã nguồn mở (PHP/SQL), hoàn toàn miễn phí cho phép người dùng tự tạo ra cửa hàng trực tuyến của mình một cách đơn giản.
Zen Cart được phát triển bởi cộng đồng trên toàn thế giới bởi chính những người chủ cửa hàng, lập trình viên, nhà thiết kế và các chuyên gia tư vấn nên Zen Cart có những nghiên cứu rất nghiêm túc về logic hoạt động, tạo ra hệ chức năng rất đầy đủ, dễ sử dụng và ấn tượng.
Zen Cart Việt Nam được thành lập với mục đích hỗ trợ tới người Việt sử dụng Zen Cart cũng như tạo một cộng đồng phát triển Zen Cart tại Việt Nam. Hiện tại đã có bản tiếng Việt cho Zen Cart hoàn chỉnh được cung cấp miễn phí trong diễn đàn Zen Cart.
Có rất nhiều giải pháp thương mại điện tử trên thế giới nhưng không có giải pháp nào đầy đủ, thân thiện và dễ sử dụng như Zen Cart. Tuy nhiên, việc hỗ trợ tại Việt Nam còn rất thiếu, đó là lý do Zen Cart Việt Nam được thành lập để những người sử dụng Zen Cart, có thể lấp đầy chỗ trống này.